# Tetiana Arefjewa
Tetiana Serhijiwna Arefjewa (ukr. Тетяна Сергіївна Ареф'єва; ur. 3 września 1991 w Irpieniu) – ukraińska tenisistka.
W przeciągu swojej kariery wygrała dwa singlowe oraz dwa deblowe turnieje rangi ITF. Najwyżej w rankingu WTA była sklasyfikowana na 241. miejscu w singlu (19 marca 2012) oraz na 182. miejscu w deblu (29 sierpnia 2011).

## Wygrane turnieje rangi ITF
| turnieje z pulą nagród 100 000 $ |
| turnieje z pulą nagród 75 000 $  |
| turnieje z pulą nagród 50 000 $  |
| turnieje z pulą nagród 25 000 $  |
| turnieje z pulą nagród 15 000 $  |
| turnieje z pulą nagród 10 000 $  |

### Gra pojedyncza
|    | Data       | Turniej | Naw.          | Przeciwniczka       | Wynik       |
| 2. | 23/02/2008 | Melilla | Twarda        | Desisława Mładenowa | 6:1, 7:6(1) |
| 2. | 20/04/2009 | Ałmaty  | Twarda (hala) | Darja Kuczmina      | 6:2, 6:1    |

### Gra podwójna
|    | Data       | Turniej | Naw.          | Partnerka              | Przeciwniczki                  | Wynik             |
| 1. | 20/04/2009 | Ałmaty  | Twarda (hala) | Anastasija Łytowczenko | Ima Bohusz Jewgienija Paszkowa | 6:4, 6:4          |
| 2. | 25/04/2011 | Karszy  | Twarda        | Jewgienija Paszkowa    | Isabella Holland Naomi Broady  | 6:7(1), 7:5, 10–7 |